# Domènec Ram i Lanaja
Domènec Ram i Lanaja (Alcanyís, Regne d'Aragó, ? - Roma, 1445), eclesiàstic i polític. President de la Generalitat de Catalunya, nomenat el 14 de juliol de 1428, va ser bisbe d'Osca, bisbe de Lleida, arquebisbe de Tarragona i cardenal.

## Orígens
Fill de Blasi Ram i de Dolça Lanaja. Entre els seus avantpassats es troba Pedro Ram, qui fou justícia d'Aragó en temps d'Alfons el Bataller. La seva germana estava casada amb Berenguer de Bardaixí i López de Sesé, amb qui per tant eren cunyats.
Després d'estudiar dret civil a la Universitat de Lleida, va iniciar-se com a prior de la col·legiata d'Alcanyís el 1394, i l'any següent ho va ser de l'església de Sant Salvador de Saragossa. En nom del capítol de la Seu va participar en les Corts d'Aragó del 1395. El 1405 era col·lector de l'arquebisbat saragossà i, per tant, s'ocupava d'apartar els diners que havien de ser per la cort papal d'Avinyó.
El 1406, que ja era doctor en dret, Benet XIII el va nomenar referendari de la seva cancelleria. El 1407 era anomenat prior de la catedral de Saragossa, tot i que no hi residia, ja que estava al servei directe del papa Luna, el qual el va enviar de nunci davant del rei Martí l'Humà. Juntament amb Bernat de Gualbes, va ser present al Concili de Pisa del 1409 on no va poder impedir que els congregats elegissin un tercer papa cismàtic: Alexandre V, rebutjant Benet XIII d'Avinyó, així com Gregori XII de Roma.

## L'interregne i el Compromís de Casp
Era amic personal de Pedro Martínez de Luna, el Papa cismàtic d'Avinyó conegut com a Benet XIII; el qual per a assegurar-se la fidelitat dels episcopats de la Corona d'Aragó hi anava ubicant persones de la seva confiança. Per tant, aquest el va nomenar bisbe d'Osca el 5 de maig de 1410. Al seu servei va votar per Ferran d'Antequera com a nou rei de la Corona d'Aragó al Compromís de Casp de 1412. Ho va fer juntament amb Vicent Ferrer, el germà d'aquest Bonifaci, Francesc d'Aranda, Berenguer de Bardaixí (del qual era cunyat) i Bernat de Gualbes. També fou ell l'encarregat d'ungir com a rei a Ferran a la segona cerimònia de coronació que es va fer a Saragossa el 15 de gener de 1414.

## Al servei del nou rei i del nou papa
A inicis de 1415 Ferran I l'envià com a ambaixador a Nàpols per renegociar les clàusules abusives del pactat matrimoni entre el seu fill Joan d'Aragó i la reina Joana II de Nàpols, però va fracassar i el casament no es feu efectiu. Després, no obstant això, el va fer virrei de Sicília el 1415 com agraïment pel suport durant el Compromís de Casp. Per a aquesta ocasió Benet XIII també l'havia fet nunci de Nàpols, Sicília, Sardenya i Còrsega.
El 13 de novembre de 1415 Benet XIII el nomenava bisbe de Lleida. Es va implicar profundament en la reorganització de la diòcesi. En aquest càrrec cal destacar que un dels seus vicaris generals fou Alfons de Borja, el futur papa Calixt III.
A l'acabament del 1417, i seguint les instruccions de sostracció d'obediència que havia ordenat Ferran I, abandonà la causa de Benet XIII després de la negativa d'aquest a una solució conciliar al Cisma d'Occident. Per aquest motiu el nou papa elegit a Constança, Martí V, el confirmà a la diòcesi lleidatana el 15 de desembre de 1417, i el 1423 el va premiar elevant-lo a cardenal per bé que romangué in pectore fins al 1430, que li fou assignat el títol de Ss. Giovanni e Paolo.
Entre 1428 i 1431 fou el diputat eclesiàstic de la Diputació del General de Catalunya. La Generalitat d'aquest trienni es caracteritzà per la dedicació a liquidar els temes pendents després del Cisma implicant-se en l'organització i pagament del Concili de Tortosa.
El 22 d'agost de 1434 fou nomenat arquebisbe de Tarragona, tot i que va gestionar poc aquesta responsabilitat a causa del seu absentisme. Alfons el Magnànim li va demanar que pressionés els bisbes de la Tarraconense perquè acceptessin l'equator regium (la confirmació reial de les butlles que dictés el papa abans que els bisbats les apliquessin).
Políticament fou sempre molt actiu, participà en les corts des de 1416 a 1442, va fer d'ambaixador del rei per pactar la pau amb Álvaro de Luna y Jarana a Castella i davant del papa per reclamar la investidura del Regne de Nàpols en favor d'Alfons el Magnànim.
El 1443 el papa Eugeni IV el va elevar a cardenal-bisbe de Porto-Santa Rufina amb residència a Roma, on va morir el 25 d'abril de 1445 quan ja tenia "més o menys" (així es llegeix al seu epitafi) cent anys. La seva tomba és a la basílica de Sant Joan del Laterà. Abans, però, encara feu un últim servei als Trastàmares fent d'àrbitre entre les disputes del germà d'Alfons, Joan d'Aragó rei de Navarra i el rei de Castella, el 1444.